# DSP Media
DSP Media (em coreano: DSP 미디어; anteriormente conhecido como DSP Entertainment) é uma empresa de entretenimento sul-coreana, com sede em Seul. Foi criada em 1991 por Lee Hoyeon. A DSP entrou na cena k-pop com o sucesso na década de 90 de grupos de ídolos como Sechs Kies e Fin.KL. Hoje, a DSP Media é uma empresa de entretenimento responsável pela produção e distribuição de música, marketing e gestão de celebridades.

## História
DSP mídia foi originalmente chamada de DaeSung Enterprise quando entrou no ramo dos negócios em 1991. A empresa passou por quatro mudanças de nome. Em 1999, foi renomeada como DSP Entertainment. Em 2008, com a expansão bem-sucedida na indústria do entretenimento, DSP Entertainment foi renomeado como DSP Media.
Em setembro de 1991, a DaeSung Enterprise foi fundada por Lee Hoyeon para fornecer artistas para o público. Um dos seus primeiros grupos musicais coreanos foi o grupo Firetruck (소방차), que foi um sucesso e ainda é amado pelos coreanos mais velhos.
Em fevereiro de 1999, com o sucesso de estrelas dos grupos de kpop como Sechs Kies e Fin.KL, a empresa passou por ações legais para renomear-se como DSP Entertainment.
Em março de 2006, após a fusão com a Hoshin Textile Company (호신 섬유), a DSP Entertainment foi renomeada para DSP Enti.
Em setembro de 2008, a DSP Enti foi rebatizado como DSP Mídia. Por esta altura, a empresa tornou-se conhecida por seu sucesso nas indústrias de produção de música kpop, drama coreano e programas de televisão.

## Artistas
Todos os artistas da DSP Media são coletivamente conhecidos como DSP Friends.

### Grupos
| Debut | Nome        | Gênero    | Membros                                                 | Líder   | Fã-clube    | Status  |
| ----- | ----------- | --------- | ------------------------------------------------------- | ------- | ----------- | ------- |
| 2012  | A-Jax       | Masculino | Dowoo, Joonghee, Seungjin, Seungyub e Yunyoung          | Dowoo   | A-Light     | Inativo |
| 2015  | April       | Feminino  | Chaekyung, Chaewon, Jinsol, Naeun, Rachel e Yena        | —       | Fineapple   | Inativo |
| 2016  | KARD        | Misto     | B.M, J.Seph, Jiwoo e Somin                              | B.M     | Hidden Kard | Ativo   |
| 2021  | Mirae       | Masculino | Dongpyo, Douhyun, Junhyuk, Khael, Lien, Siyoung e Yubin | Junhyuk | Now         | Ativo   |
| 2023  | Young Posse | Feminino  | Doeun, Jiana, Jieun, Yeonjung e Sunhye                  | Sunhye  | Teleposse   | Ativo   |

### Solistas
| Debut | Artista      | Gênero    | Status |
| ----- | ------------ | --------- | ------ |
| 1999  | Oh Jong-hyuk | Masculino | Ativo  |
| 2016  | Youngji      | Feminino  | Ativo  |

### Atores/Atrizes
| Artista      | Gênero   |
| ------------ | -------- |
| Lee Hyun-joo | Feminino |
| Cho Shi-yoon | Feminino |
| Youngji      | Feminino |

## Ex-artistas

### Ex-artistas de gravação
- Firetruck (1987 - 1996)
- ZAM (1992 - 1995)
- CO CO (1994 - 1995)
- MUE (1994 - 1999)
- IDOL (1995 - 1997)
- Montanha (1996 - ??)
- Sechs Kies (1997 - 2000)
- Fin.KL 1 (1998 - 2005)
- Leeds (1999 - 2000)
- Click-B 2 (1999 - 2006)
- Shyne (2004 - 2007)
- SS501 (2005 - 2010)
- Sunha (2007 - 2009)
- A'st1 (2008 - 2009)
- Puretty (2012 - 2014)
- Kara[1]
  - Kim Sunghee (2007 - 2008)
  - Nicole Jung (2007 - 2014)
  - Kang Jinyoung (2008 - 2014)[2]
  - Park Gyuri (2007 - 2016)
  - Han Seungyeon (2007 - 2016)
  - Goo Hara (2008 - 2016)
- Seo Jaehyung (2012 - 2016)[3]
- Moon Jihoo (2012 - 2016)
- Park Sungmin (2012 - 2016)[4]
- Rainbow (2009 - 2016)[5]
  - Woori (2009 - 2016)[6]
  - Seungah (2009 - 2016)[7]
  - Jaekyung (2009 - 2016)[8]
  - Noeul (2009-201)
  - Yoonhye (2009 - 201)
  - Hyunyoung (2009 - 2016)[9]
  - Jisook (2009 - 2017)[10]

### Ex-atores
- Kim Hyusoo (1997 - ??)
- Jung Hyewon (2010 - ??)
- Park Jongchan (2013 - ??)[11]
- Choi Baeyoung

### Ex-trainees
- Sowon (GFriend)
- Son Yooji (Kara Project)
- Ahn Sojin (Kara Project)[12]
- Kang Byungsun (MAP6)
- Yoo Youngdoo (IN2IT)
- Chae Hocheol (concorrente do Boys24)
- Go Jihyeong (concorrente do Boys24)
- Jung Jinsoul (LOONA)
- Seon Jooah
- Seo Jisoo (Lovelyz)
- NS Yoon-G